# شهرداری قم

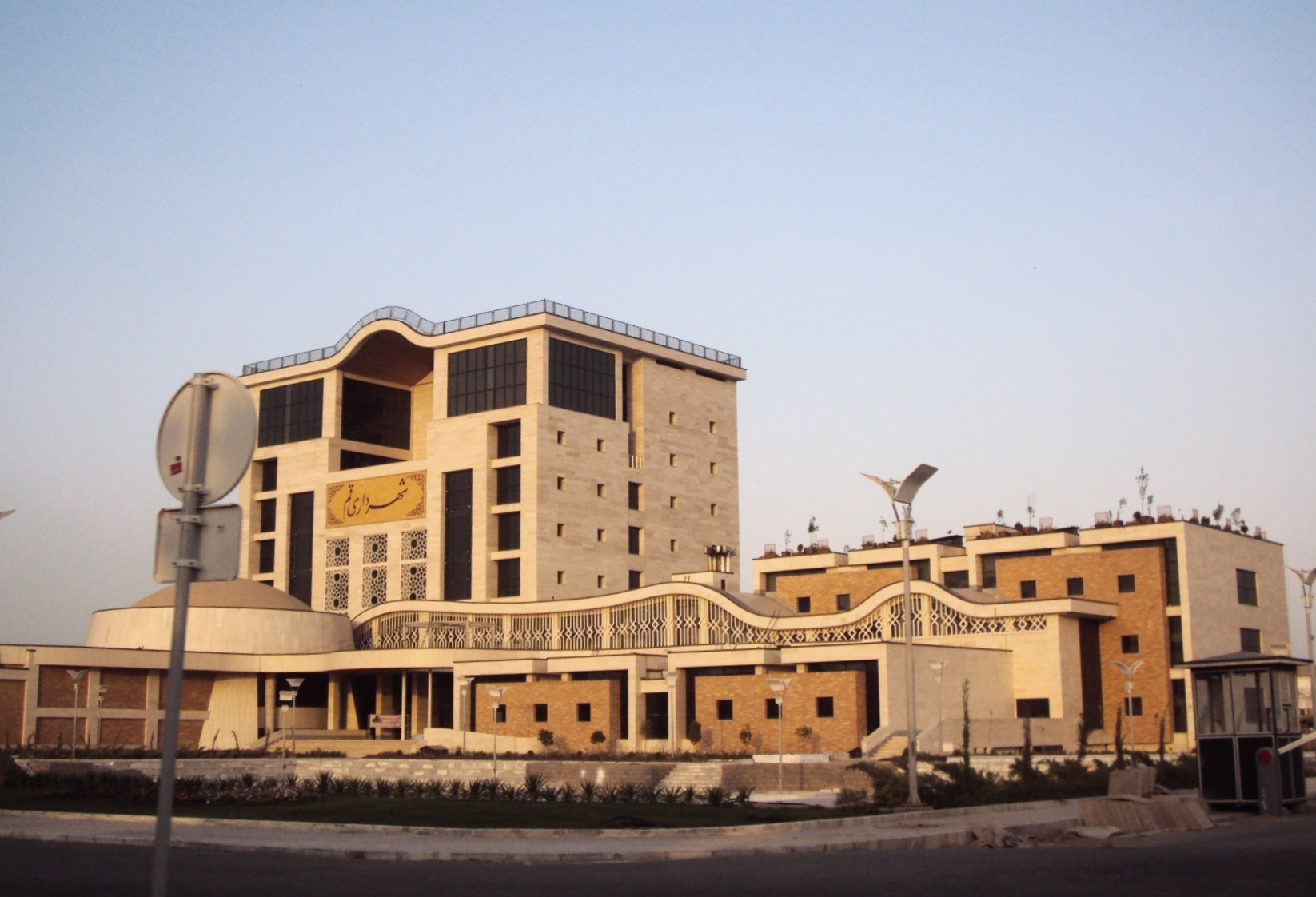
ساختمان شهرداری قم

شهرداری قم در  سال ۱۲۹۵ با انتصاب سید احمدخان رفعت به سمت شهردار، به صورت رسمی تأسیس و شروع به کار کرد. از آن زمان تاکنون این شهر حضور ۵۸ شهردار را به خود دیده است. در ابتدای تشکیل، شهرداری قم نیز مانند سایر شهرداری‌های کشور، «بلدیه» نامیده می‌شد، که این واژه با تصویب فرهنگستان زبان پارسی در دهم خرداد ماه سال ۱۳۱۴ به واژه «شهرداری» تغییر پیدا کرد. شهرداری قم در ابتدا فقط دارای یک ساختمان مرکزی بوده و برای سهولت در اداره امور، مطابق با قوانین موضوعه در آن زمان، شهر را به تعدادی «برزن» تقسیم کرده بودند که این واژه نیز امروزه منسوخ شده و به جای آن از واژه «منطقه» استفاده می‌گردد. اکنون شهرداری قم بر اساس قوانین تقسیمات کشوری واجد رتبه یازده بوده و دارای هشت منطقه  شهری است و هر منطقه نیز به تعدادی ناحیه تقسیم بندی می‌گردد، شهر قم دارای ۲۶ ناحیه خدمات شهری می‌باشد.

## مناطق شهری
شهر قم به ۸ منطقه شهرداری تقسیم شده‌است.

## حواشی
سید مرتضی سقاییان‌نژاد در تاریخ ۱۳ خرداد سال ۱۳۹۴ به عنوان شهردار قم منصوب شد و نزدیک به یک دهه در این سمت فعالیت کرد. در طول دوره مسئولیت او، پروژه‌های بزرگی مانند مترو و مونوریل آغاز شدند اما به دلیل مشکلات مالی و مدیریتی، نیمه‌تمام باقی ماندند. اختلافات میان شورای شهر و شهرداری قم بر سر نحوه مدیریت واولویت‌بندی پروژه‌ها به تنش‌هایی منجر شد. مشکل مدیریت و اولویت‌بندی فقط بهانه شورای شهر بود. شورای شهر با تحصیل فرزندان سقاییان‌نژاد در خارج از کشور مشکل داشت و این موضوع باعث شد تا شورای شهر با شهرداری قم دچار درگیری شوند. 
چندین مرتبه شورای شهر دستور برکناری شهردار را داد که این موضوع مورد توجه رسانه‌ها قرار گرفت اما هرگز سقاییان‌نژادبرکنار نشد تا جایی خود وی در تاریخ ۳۱ فروردین ۱۴۰۴ نامه استعفایش را به وزارت کشور (ایران) ارسال کرد.
در نهایت، فردای آن روز در جلسه رسمی شورای اسلامی شهر قم، اعضای شورا با اکثریت آرا استعفای او را پذیرفتند. دلیل اصلی این استعفا، حواشی اخیر و عدم وجود زمینه‌های تداوم فعالیت در شهرداری قم عنوان شد. 
او پس از ۱۰ سال خدمت و ایجاد نوآوری در شهر قم در تاریخ ۱ اردیبهشت ماه ۱۴۰۴ از مردم قم خداحافظی کرد.

## انتخاب شهردار
انتخاب شهردار بر عهده شورای شهر قم است که پس از تأیید صلاحیت از سوی نهادهای نظارتی توسط وزیر کشور به این سمت منصوب می‌شود.

## ساختار سازمانی

### حوزه معاونت
- معاونت برنامه ریزی و سرمایه انسانی شهرداری قم
- معاونت حمل و نقل و ترافیک شهرداری قم
- معاونت خدمات شهری شهرداری قم
- معاونت شهرسازی و معماری شهرداری قم
- معاونت فنی و عمرانی شهرداری قم
- معاونت مالی و اقتصادی شهرداری قم[۲]

### سازمان ها و شرکت های وابسته
- سازمان آتش نشانی و خدمات ایمنی
- سازمان آرامستان‌ها (بهشت معصومه)
- سازمان اتوبوسرانی
- سازمان بهسازی، نوسازی و زیباسازی اطراف حرم مطهر
- سازمان پارک‌ها و فضاهای سبز
- سازمان پایانه‌های مسافربری
- سازمان توسعه و عمران
- سازمان حمل و نقل و ترافیک
- سازمان زیباسازی
- سازمان فرهنگی، ورزشی و هنری
- سازمان فناوری اطلاعات و ارتباطات
- سازمان قطار شهری
- سازمان کشتارگاه
- سازمان مدیریت پسماند
- سازمان میادین میوه و تره بار و ساماندهی مشاغل
- سازمان مدیریت و نظارت بر تاکسیرانی
- شرکت عمران معصومیه[۳]